# Специални служби в България
Специални служби е термин за обозначение на държавните органи и структури, занимаващи се с дейностите по обезпечаване на сигурността, реда и спокойствието на/в държавата.

## История на специалните служби в България
- Министерство на вътрешните работи (МВР) – 1879 г.
- „Обществена безопасност“ – 1907 г.
- „Държавна сигурност“ – 1925 г.
- „Комитет за държавна сигурност“ (КДС) – 1963 г., обединен през 1968 г. с МВР
- "Управление „Военно контрарузнаване“" (ВКР)

## Специални служби на Република България
- Държавна агенция „Национална сигурност“ (ДАНС)
- Държавна агенция „Разузнаване“ (ДАР), бивша Национална разузнавателна служба (НРС)
- Служба „Военно разузнаване”-МО
- Министерство на вътрешните работи – МВР
- Национална служба за охрана (НСО)
- Главна дирекция за борба с организираната престъпност (ГДБОП)
- Държавна агенция „Технически операции“ (ДАТО)